# Real Grupo de Forcados Amadores de Moura
O Real Grupo de Forcados Amadores de Moura é um grupo de forcados fundado em 1971.
O Real Grupo de Moura, comandado pelo Cabo Fundador António Maria Garcia, apresentou-se pela primeira vez em 1971, na Feira de Setembro, na Praça de Toiros de Moura. A corrida inaugural decorreu a 9 de Setembro de 1971, com toiros da ganadaria Francisco da Cruz e Crujo.
Foi-lhe outorgado o título Real por Duarte Pio de Bragança, em 1991, por ocasião da comemoração dos 20 anos da fundação do Grupo, no que é o único Grupo de Forcados a ostentar esta distinção régia.

## Cabos
1. António Maria Garcia (1971–1973)
2. Francisco Garcia (1974–1975)
3. José Maria Guerreiro (1975–1979) e (1983–1996)
4. António Costa (1979–1983)
5. António Romão Matado (1996–1999)
6. António José Garcia (1999–2006)
7. Pedro Garcia Acabado (2006–2012)
8. Valter Rico Maio (2012–presente)